# Auletta
Auletta é uma comuna italiana da região da Campania, província de Salerno, com cerca de 2.475 habitantes. Estende-se por uma área de 35 km², tendo uma densidade populacional de 71 hab/km². Faz fronteira com Buccino, Caggiano, Corleto Monforte, Pertosa, Petina, Polla, Salvitelle, Sicignano degli Alburni.